# فرمیون
در فیزیک ذرات، فرمیون (به انگلیسی: Fermion) (نامی که توسط پل دیراک

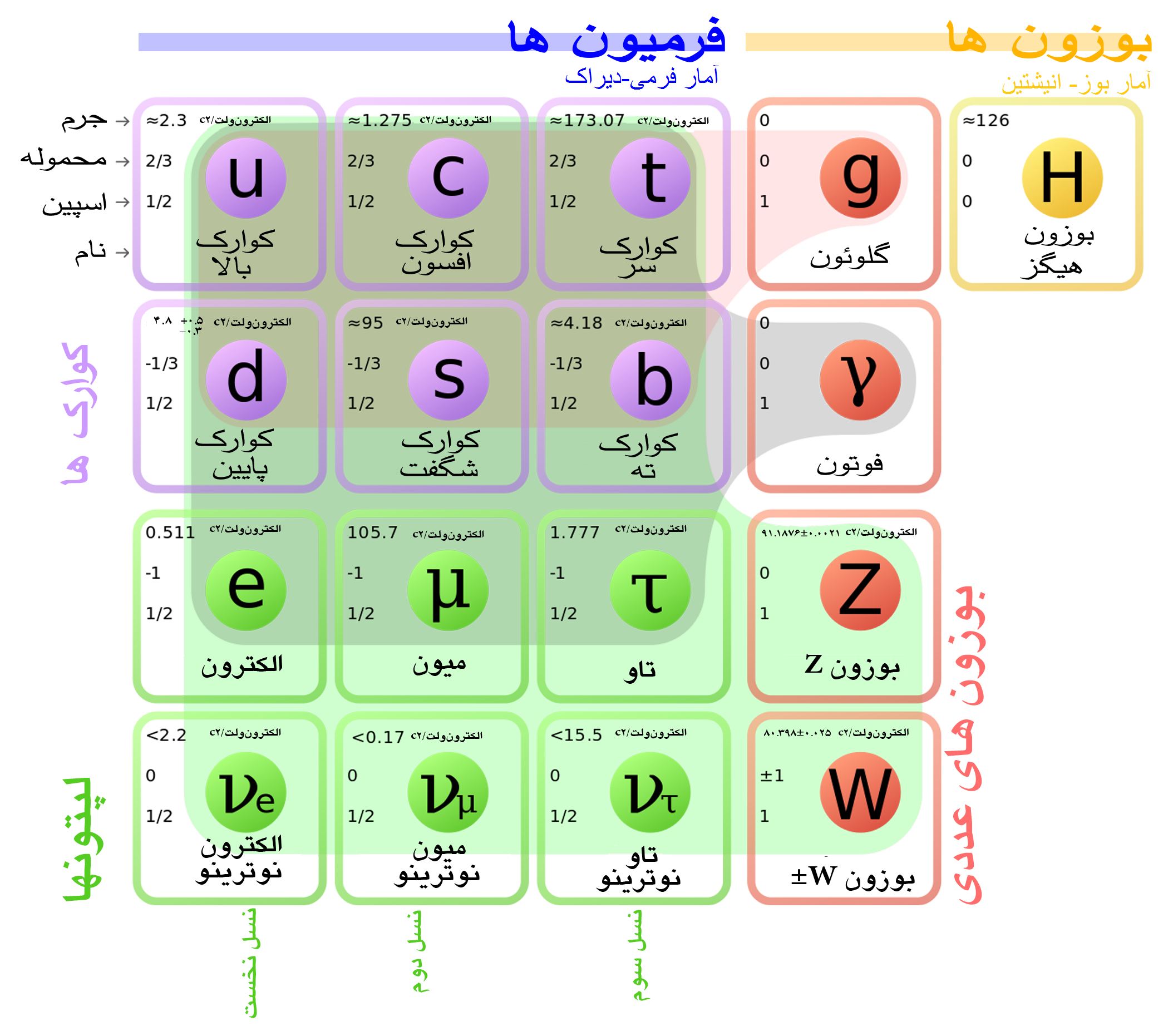
مدل استاندارد ذرات بنیادی، به همراه فرمیون‌ها در سه ستون اول جدول

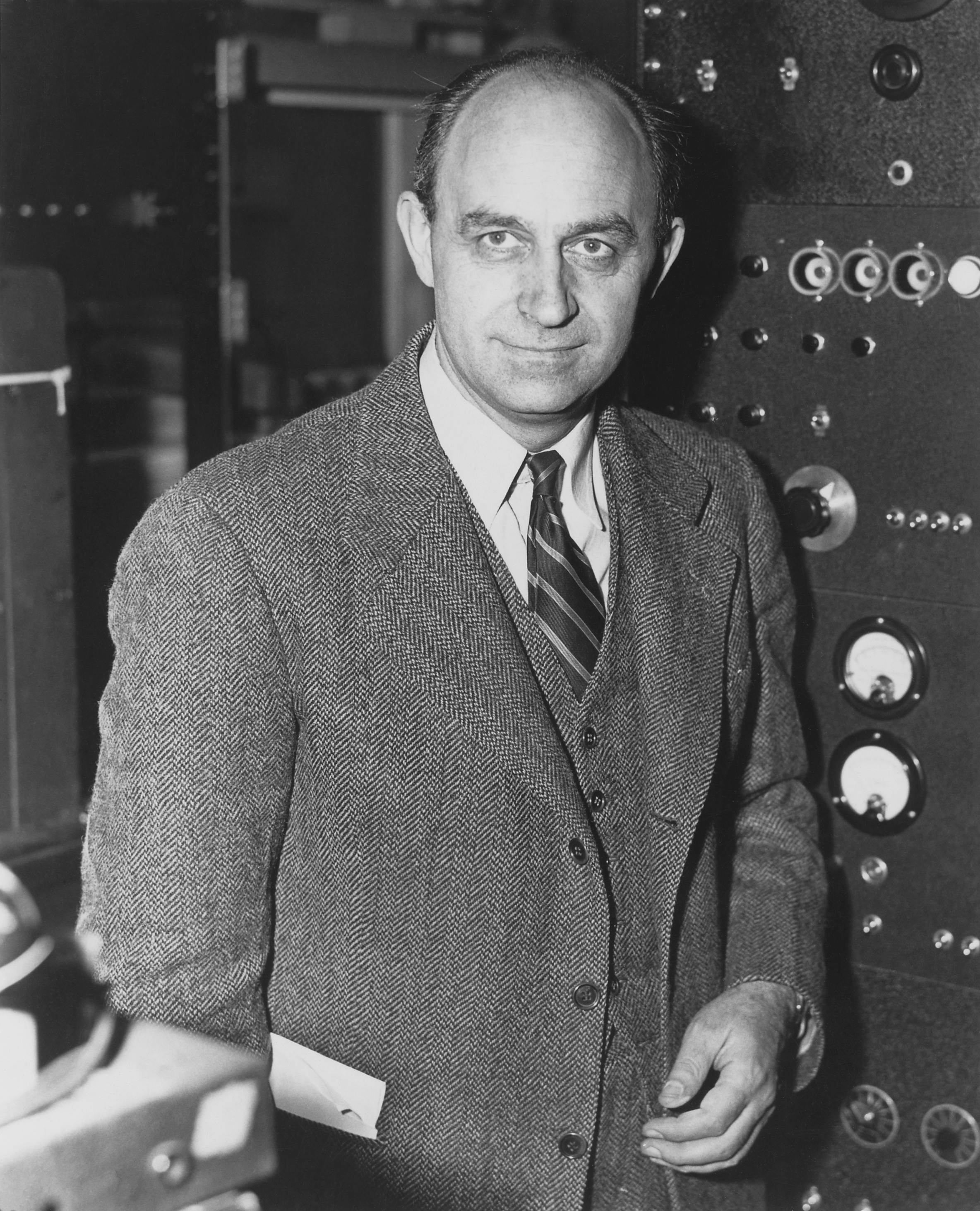
انریکو فرمی

با الهام گرفتن از نام خانوادگی انریکو فرمی ابداع شد) به ذره‌ای گفته می‌شود که توسط آمار فرمی-دیراک مشخص شود. مهم‌ترین ویژگی این ذرات پیروی از اصل طرد پاولی است. فرمیون‌ها همهٔ کوارک‌ها و لپتون‌ها و هر ذره مرکبی که از ترکیب تعداد فردی از این‌ها تشکیل شود (مانند باریون‌ها و اتم‌ها و هسته‌های اتمی) را شامل می‌شوند. تفاوت فرمیون با بوزون در این است که بوزون‌ها از آمار بوز-اینشتین پیروی می‌کنند.
یک فرمیون ممکن است یک ذره بنیادی باشد، مانند الکترون یا ممکن است که یک ذرهٔ مرکب باشد مانند پروتون. طبق قضیه اسپین-آمار، ذرات با اسپین صحیح بوزون هستند و ذراتی با اسپین نیمه‌صحیح فرمیون‌های نوترون هستند. در قضیه اسپین-آمار، نشان داده می‌شود که یک تابع موج، با تعویض جای دو فرمیون همسان، منفی می‌شود. البته در سیستم‌های بوزونی، با جابه جایی دو بوزون، تابع موج هیچ تغییری نمی‌کند.
علاوه بر این ویژگیِ اسپین، فرمیون‌ها یک ویژگی خاص دیگر دارند: اعداد کوانتومی باریون یا لپتونی پایسته دارند؛ بنابراین آنچه از آن به رابطهٔ اسپین آمار یاد می‌شود، در واقع یک رابطهٔ اسپین آمار-عدد کوانتومی است.
در نتیجه اصل طرد پائولی، در یک لحظهٔ معین، تنها یک فرمیون می‌تواند یک حالت کوانتومی خاص را اشغال کند. بدین معنی که اگر چند فرمیون توزیع احتمال فضایی یکسانی داشته باشند، حداقل یک ویژگی هر فرمیون، مانند اسپین باید با سایرین متفاوت باشد. فرمیون‌ها را معمولاً به ماده نسبت می‌دهند در حالی که بوزون‌ها معمولاً حامل نیرو هستند، اگرچه که در وضعیت کنونی فیزیک ذرات، تمایز میان این دو مفهوم روشن نیست.
در دماهای پایین فرمیون‌ها، در ذرات بدون بار ابرشارگی، و در ذرات باردار، ابررسانایی از خود نشان می‌دهند. فرمیون‌ها مرکب مانند پروتون و نوترون سنگ بنای ماده معمولی هستند.
در مدل استاندارد، دو گونه فرمیون بنیادی وجود دارد: کوارک‌ها و لپتون‌ها. در کل ۲۴ فرمیون متفاوت وجود دارد: ۶ کوارک و ۶ لپتون، که هر کدام با پادذره متناظرش همراه است.
- ۱۲ کوارک:
  - ۶ ذره (u • d • s • c • b • t) به همراه ۶ پاد ذرهٔ متناظر (u • d • s • c • b • t)
- ۱۲ لپتون:
  - ۶ ذره (e− • μ− • τ− • νe • νμ • ντ) به همراه ۶ پاد ذرهٔ متناظر (e+ • μ+ • τ+ • νe • νμ • ντ)

## تعریف و ویژگی‌های اساسی
طبق تعریف، فرمیون‌ها ذراتی هستند که از آمار فرمی-دیراک تبعیت می‌کنند. ذراتی که بوسیلهٔ آمار فرمی-دیراک توصیف می‌شوند، از اصل طرد پاؤلی پیروی می‌کنند.
به این معنی که تمایل ندارند در کنار هم قرار بگیرند، یعنی فرمیون‌ها منزوی هستند و هیچ دو فرمیونی نمی‌تواند در یک لحظهٔ معین، یک حالت کوانتومی را اشغال کنند. این ذرات طبق اصل طرد پائولی هنگامی که در یک حالت کوانتومی قرار می‌گیرند همدیگر را دفع می‌کنند و اگر ذره‌ای در یک حالت کوانتومی خاص قرار گیرد مانع از آن می‌شود که ذره دیگری هم بتواند به آن حالت دسترسی یابد. این امر، باعث سختی و استحکام حالت‌هایی می‌شود که شامل فرمیون هستند (هسته، اتم‌ها، مولکول‌ها و…)؛ بنابراین گاهی اوقات گفته می‌شود که فرمیون‌ها بخش اصلی ماده هستند، در حالی که بوزون‌ها ذراتی هستند که فعل و انفعالات را انتقال می‌دهند (حاملان نیرو) یا بخش اصلی تشعشعاتند. میدان‌های کوانتومی فرمیون‌ها، که میدان‌های فرمیونی (fermionic fields) نامیده می‌شوند از روابط تبدیل متعارفی و استاندارد، پیروی می‌کنند.
اصل طرد پاولی در مورد فرمیون‌ها و استحکام ناشی از آن در ماده، منجر می‌شود به پایداری لایه‌های الکترون و ترکیب اتم‌ها و بنابراین ساخت ترکیبات شیمی ممکن می‌شود. همچنین دلیلی است برای فشار داخلی مادهٔ تبهگن که تا حد زیادی حالت تعادل کوتوله‌های سفید و ستاره‌های نوترونی را برقرار می‌کند.
تمام ذرات بنیادی دارای یک خصوصیت کوانتوم مکانیکی‌اند که می‌توان تقریباً آن را چرخش فرض کرد. فرمیون‌ها (الکترون‌ها، پروتون‌ها و نوترون‌ها) دارای چرخش‌هایی هستند که مضارب نیمه صحیح‌اند؛ بدین معنا که اگر بخواهیم با استعاره صحبت کنیم باید بگوئیم که لازم است دو دور کامل بچرخند تا به وضعیت ابتدایی خویش بازگردند. بوزون‌ها (مثلاً فوتون‌ها) دارای چرخش‌هایی با مضرب صحیح (۰ ۱، ۲، و غیره) هستند.
در سیستم‌های بزرگ، تفاوت بین آمار بوزونی و فرمیونی تنها در چگالی‌های بالا وقتی در تابع‌های موج، همپوشانی وجود داشته باشد، ظاهر می‌شود. در چگالی‌های پایین، هر دو آمار با تقریب خوبی توسط قاعده آماری ماکسول – بولتزمن جواب می‌دهند که توسط مکانیک کلاسیک بیان می‌شود.

## انواع فرمیون
فرمیون‌ها شامل دو بخش اصلی شناخته شده هستند:

## کوارک
کوارک یک ذرهٔ بنیادی و جزء اساسی تشکیل دهندهٔ ماده می‌باشد. کوارک‌ها با هم ترکیب می‌شوند تا ذرات مرکبی به نام هادرون (hadron) را به وجود آورند، پروتون و نوترون یکی از معروف‌ترین آن‌ها هستند. آن‌ها تنها ذرات بنیادی برای آزمایش همهٔ چهار برهم کنش اساسی یا نیروهای اساسی در مدل استاندارد می‌باشند. به خاطر پدیده‌ای که به تحدید رنگ معروف است، کوارک‌ها هیچ‌گاه به صورت انفرادی یافت نمی‌شوند؛ آن‌ها را فقط می‌توان درون هادرون‌ها پیدا کرد. به همین دلیل بیشتر آنچه که ما دربارهٔ کوارک‌ها می‌دانیم از مشاهده خود هاردون‌ها به دست آمده‌است.
شش نوع مختلف از کوارک‌ها وجود دارد که به طعم (flavor) شهرت دارند:
- بالا (up)
- پایین (down)
- افسون (charm)
- شگفت (strange)
- سر (top)
- ته (bottom)

بالا و پایین دارای کمترین وزن در بین کوارک‌ها می‌باشند. کوارک‌های سنگین‌تر در طول یک فرایند واپاشی به سرعت به کوارک‌های بالا (up) و پایین (down) تبدیل می‌شوند؛ تبدیل شدن از حالت وزن بیشتر به حالت وزن کمتر. به همین علت کوارک‌های بالا و پایین عموماً پایدار می‌باشند و رایج‌ترین کوارک‌ها در عالم هستند.
در حالی که کوارک‌های شگفت، افسون، سر و ته فقط در تصادم‌های با انرژی زیاد تولید می‌شوند (مثل تابش‌های کیهانی و شتاب‌دهنده‌های ذرات). کوارک‌ها خواص ذاتی گوناگونی دارند که شامل بار الکتریکی، شارژ رنگ، اسپین و جرم می‌باشد. برای هر یک از طعم‌های کوارک یک پادذره متناظر وجود دارد که به پادکوارک نیز شناخته می‌شوند و فقط در برخی خصوصیات دارای علامت مخالف می‌باشد. کوارک‌ها تنها ذرات شناخته‌شده می‌باشند که بار الکتریکی آن‌ها کسری از بار پایه است.

## لپتون
لپتون ذره‌ای‌است با اسپین ۱/۲ (فرمیون) که نیروی هسته‌ای قوی روی آن تأثیر ندارد. به‌طور کلی شش لپتون وجود دارد. سه تا از آن‌ها دارای بار الکتریکی بوده و سه تای دیگر هم فاقد بار الکتریکی هستند. لپتون‌ها جزو ذرات بنیادین شناخته شده‌اند، یعنی ذراتی که از ذرات کوچک‌تر تشکیل نشده‌اند. معروفترین لپتون الکترون (ē) است با یک بار منفی. دو لپتون باردار دیگر میون (muon (μ و تاو (τ) هستند، که از نظر بار الکتریکی مثل الکترون بوده ولی دارای جرم خیلی بیشتر نسبت به آن هستند. لپتون‌های بدون بار سه نوع نوترینو (neutrinos (υ هستند که عبارت‌اند از: نوترینوی الکترون، نوترینوی میون و نوترینوی تاو. نوترینوها فاقد بار الکتریکی بوده ولی دارای جرم بسیار ناچیزی هستند و یافتن آن‌ها هم بسیار مشکل است.
لپتون‌ها شامل این ذرات هستند:
- نوترینو
- لپتون تاو
- میون
- پوزیترون
- الکترون

## فرمیون‌های بنیادی
تمام ذرات بنیادی مشاهده شده یا فرمیون هستند یا بوزون. فرمیون‌های بنیادی شناخته‌شده به دو گروه تقسیم می‌شوند: کوارک‌ها و لپتون‌ها
- - کوارک‌ها، پروتون‌ها و نوترون‌ها و سایر باریون‌ها را می‌سازند که فرمیون‌های مرکبند. همچنین مزون‌ها را شامل می‌شوند که بوزون‌های مرکبند.
  - لپتون‌ها الکترون‌ها و ذرات سنگین (muon لپتون‌های ناپایدار و tauon لپتون‌ها با بار منفی) را شامل می‌شوند.

از نظر آماری فرمیون‌ها سه نوع هستند: فرمیون ویل (بدون جرم)، فرمیون دیراک (جرم دار) و فرمیون مایورانا (هر فرمیونی پادذرهٔ خودش است). چنین پنداشته می‌شود که بیشتر فرمیون‌های مدل استاندارد، فرمیون دیراک هستند. اگرچه هنوز مشخص نیست که نوترینوها فرمیون دیراک هستند یا مایورانا. فرمیون‌های دیراک را می‌توان به عنوان ترکیب دو فرمیون ویل در نظر گرفت. در حال حاضر هیچ نمونهٔ شناخته‌شده‌ای از فرمیون ویل در فیزیک ذرات موجود نیست. در جولای ۲۰۱۵، فرمیون‌های ویل به‌طور تجربی در شبه‌فلزات محقق شدند.

## فرمیون‌های مرکب
ذرات مرکب (مانند هادرون‌ها، هسته‌ها و اتم‌ها) می‌توانند بسته به اجزای اصلیشان، فرمیون یا بوزون باشند. به‌طور دقیق‌تر، به دلیل وابستگی بین اسپین و آمار، اگر ذره‌ای تعداد فردی فرمیون داشته‌باشد، خودش فرمیون است و اسپین نیمه صحیح خواهد داشت.
برای مثال:
- یک باریون مانند پروتون و نوترون، شامل سه کوارک فرمیونیست؛ بنابراین یک فرمیون است.
- هستهٔ اتم کربن-۱۳، شامل ۶ پروتون و ۷ نوترون است؛ بنابراین یک فرمیون است.
- اتم هلیوم-۳ (۳He)، از دو پروتون، یک نوترون و ۲ الکترون تشکیل شده و بنابراین یک فرمیون است.

رفتار فرمیونی یا بوزونی یک ذره (یا سیستم) مرکب، تنها در فواصل طولانی (در مقایسه با اندازهٔ سیستم) دیده می‌شود. هنگامی ساختار سه بعدی اهمیت می‌یابد که ذره (یا سیستم) مرکب، طبق ساختار تشکیل دهنده‌اش رفتار کند.
وقتی که فرمیون‌ها در مجاورت با جفتشان مرز ضعیفی داشته باشند، می‌توانند از خود رفتار بوزونی نشان دهند. این، اساس ابر رسانایی و ابر شارگی هلیوم-۳ است.

## حالت چگالیده‌ی فرمیونی
طی مدت زمان طولانی ماده را به سه حالت می‌شناختند که عبارت بودند از: جامد، مایع و گاز.
اما امروزه می‌دانیم که حداقل شش حالت برای ماده وجود دارد. این شش حالت عبارتند از:
- جامد، مایع، گاز، پلاسما (فیزیک)، حالت چگالیده بوز-انیشتین و حالت چگالیده فرمیونی

«دبورا جین» (Deborah Jin) از دانشگاه کلورادو که گروهش در اواخر پاییز ۱۳۸۲، موفق به کشف حالت چگالیده فرمیونی شده‌است، می‌گوید: «وقتی با شکل جدیدی از ماده روبرو می‌شوید، باید زمانی را صرف شناخت ویژگی‌هایش کنید. آن‌ها این ماده تازه را با سرد کردن ابری از پانصد هزار اتم پتاسیم با جرم اتمی ۴۰ تا دمایی کمتر از یک میلیونیم درجه بالاتر از صفر مطلق پدیدآوردند. این اتم‌ها در چنین دمایی بدون گرانروی جریان می‌یابند و این، نشانه ظهور ماده‌ای جدید بود. در دماهای پایین‌تر چه اتفاقی می‌افتد؟ هنوز نمی‌دانیم.»
حالت چگالیده فرمیونی تا حدی شبیه چگالش بوز-اینشتین است. هر دو حالت از اتم‌هایی تشکیل شده‌اند که این اتم‌ها در دمای پایین به هم می‌پیوندند و جسم واحدی را تشکیل می‌دهند. در چگالش بوز-اینشتین اتم‌ها از نوع بوزون هستند در حالی که در چگالش فرمیونی اتم‌ها، فرمیون هستند.
این شکل از ماده چنان بدیع است که هنوز اغلب خواص آن ناشناخته‌است. اما آنچه که مسلم است این‌است که این حالت در دمای بسیار پایین قابل دسترسی است.
اتم‌های پتاسیم با عدد جرمی ۴۰، فرمیون هستند زیرا دارای ۱۹ الکترون، ۱۹ پروتون و ۲۱ نوترون هستند و حاصل جمع این سه عدد برابر ۵۹ می‌شود.

## دستیابی به حالت ششم ماده

فرایند فرمیون

دکتر جین و همکارانش، برای دستیابی به حالت چگالیدهٔ فرمیونی، تعداد ۵۰۰ هزار اتم پتاسیم با عدد جرمی ۴۰ را تا دمایی کمتر از یک میلیونیوم کلوین سرد کردند. این دما بسیار نزدیک به صفر مطلق است. در این حالت اتم‌های پتاسیم بدون آنکه چسبندگی میان آن‌ها وجود داشته باشد، به صورت مایع جریان یافتند.
برای مقابله با خواص ادغام ناپذیری فرمیون می‌توان از تأثیر میدان مغناطیسی بر آن استفاده کرد. میدان مغناطیسی سبب می‌شود فرمیون‌های تنها جفت شوند. قدرت این پیوند را میدان مغناطیسی تعیین می‌کند. جفت اتم‌های پتاسیم برخی خواص فرمیون را حفظ می‌کنند ولی شبیه بوزون‌ها عمل می‌کنند.
یک جفت الکترون می‌تواند در جفت دیگری ادغام شود و جفت تازه در جفتی دیگر ادغام شود و این کار ادامه یابد تا سر انجام ماده چگال فرمیونی شکل گیرد.
حالت‌های پنجم و ششم ماده تنها موادی هستند که حرکت مولکول‌های آن‌ها بسیار آهسته‌است و در شرایط خاص آزمایشگاهی تهیه می‌شوند.
این مواد، کاربرد فراوانی در علم و صنعت و مخصوصاً فناوری فضایی دارند. دانشمندان، خواص این مواد را قبل از کشف، پیش‌بینی کرده بودند ولی روش تهیه آن‌ها برای دانشمندان مجهول بود اما با بررسی خواصشان مشخص شد که برای تهیه این مواد به یخچال‌های پیشرفته نیاز است که امکان ساخت آن تنها در دهه اخیر مهیا شده‌است. این یخچال‌ها می‌توانند دما را تا حد زیادی به صفر مطلق نزدیک کنند.

## ویژگی‌های حالت چگالیدهٔ فرمیونی
از جمله خصوصیات منحصر به فرد چگال فرمیونی می‌توان به گران‌روی (غلظت) بسیار زیاد آن اشاره کرد که مشابه این پدیده را در ابر رساناها می‌بینیم. در یک ابر رسانا جفت الکترون‌ها می‌توانند بدون هیچ مقاومتی جریان یابند. این ویژگی دانشمندان را امیدوار به ساختن ابر رساناهایی کرده که در دمای اتاق قابل استفاده باشند.
الکترون‌ها به دلیل این که خاصیت چسبندگی میان آن نیست و به راحتی می‌توانند جریان یابند و مانند یک ابر رسانای بسیار مدرن عمل کنند، می‌توانند بدون آن که با مقاومت الکتریکی مواجه شوند به راحتی جریان یابند.